# Mitrastemon
Mitrastemon — рід двох різнорідних видів рослин-паразитів. Це єдиний рід у родині Mitrastemonaceae. Види Mitrastemon є кореневими ендопаразитами, які ростуть на Fagaceae. Це також нефотосинтетична рослина, яка паразитує на інших рослинах, таких як Castanopsis sieboldii. Рослину-паразита вперше виявив ботанік Ейзі Матуда під час експедиції на гору Ованд у штаті Чіапас, Мексика (Матуда, 1947). Mitrastemon yamamotoi - це протандрова рослина. Його квіти проходять чоловічу фазу, перш ніж перетворитися на остаточну жіночу форму. Квіти M. yamamotoi приваблюють різноманітних комах, від ос до мух і жуків. Серед них жуки є найкращими запилювачами для цієї рослини, оскільки під час візиту до квітки збирається велика кількість пилку, і вони запилюють кожну квітку, яку вони вже відвідали. Рослина є ендеміком тропічних і субтропічних лісових регіонів, таких як Південно-Східна Азія та Японія.